# Edifício Kavanagh
O Edifício Kavanagh é um arranha-céu residencial em estilo racionalista e art déco localizado em Buenos Aires, nº 1065 da Rua Florida, em frente à Plaza San Martín, no bairro de Retiro.
Inaugurado em 3 de janeiro de 1936, com seus 120m era na época o mais alto prédio de concreto armado da América do Sul, até ser superado pelo Edifício Altino Arantes em 1947, e o primeiro prédio para habitação em Buenos Aires que possuía equipamentos centralizados de ar condicionado. fornecidos pela empresa americana Carrier.

## História
Sua construção levou apenas 14 meses e foi encomendada em 1934 por Corina Kavanagh, uma milionária de ascendência irlandesa que vendeu duas fazendas aos 39 anos para construir seu próprio arranha-céu. As obras começaram em 16 de abril de 1934 e a estrutura atingiu sua altura máxima muito rapidamente, em 3 de novembro do mesmo ano.
Em 1934, quando ainda estava em construção, uma cruz branca cobriu vários andares em sua parte superior, em celebração ao Congresso Eucarístico Internacional de 1934, realizado em Buenos Aires. Inaugurado em 03 de janeiro de 1936, era o maior arranha-céu da América Latina.
Há uma lenda que diz que o edifício foi projetada como uma vingança. Corina, que era de uma família rica, mas não aristocrata, apaixonou-se pelo filho da família Anchorena, ricos e aristocráticos, mas o noivado foi desaprovado pela família. Os Anchorenas viviam em um palacete do outro lado da Plaza San Martín (hoje conhecido como o Palácio de San Martín) e a matriarca da família, Mercedes Castellanos de Anchorena, havia financiado a construção da Basílica do Santíssimo Sacramento, que podia ser vista da residência da família. Como vingança, Corina teria feito apenas uma exigência aos arquitetos: que o edifício bloquearia a visão da família Anchorena de sua igreja. No entanto, esta versão da história é falsa, porque Mercedes morreu em 1920, 14 anos antes que o trabalho fosse iniciado.
No ano de sua conclusão, recebeu Prêmio Municipal de Casas Colectivas e Fachadas e três anos depois a sua fachada recebeu um prêmio semelhante do Instituto Americano de Arquitetos. Foi declarado Patrimônio Histórico de Engenharia Civil pela Sociedade Americana de Engenheiros Civis em 1994, e Monumento Histórico Nacional pelo governo argentino em 1999, mesmo ano em que passou a ser considerado Patrimônio Mundial da Arquitetura da Modernidade, por decisão da UNESCO.
Corina Kavanagh viveu por muitos anos no 14º andar, onde está localizado o maior apartamento do edifício, o único que ocupa um andar inteiro. No final de 2008, o apartamento foi colocado à venda por um preço de 5,9 milhões de dólares pelos seus 726 metros quadrados, ou 8,126 dólares por metro quadrado, tornando-o o apartamento mais caro da cidade de Buenos Aires. O atual proprietário é um nobre britânico, Lorde Alain Levenfiche.
Atualmente, os 105 apartamentos, cada um com uma planta diferente, são habitados por personalidades da cultura, da história e da política argentina. Entre os habitantes do Kavanagh estão o ex-ministro da Economia durante o último governo militar José Alfredo Martínez de Hoz; a ex-deputada e sindicalista Alicia Castro, o jornalista e colunista do La Nación Joaquín Morales Solá, os Rocca, do Grupo Techint, membros da família Perez Companc, e renomados arquitetos, como Ignacio Lopatin, ex-diretor de Planejamento Interpretativo da cidade de Buenos Aires.

## Arquitetura
Foi projetado em 1934, pelos arquitetos locais Gregorio Sánchez, Ernesto Lagos e Luis María de la Torre, que formavam um dos escritórios de arquitetura mais prestigiosos de Buenos Aires naquele momento, "Sánchez, Lagos y de la Torre", construído pelo construtor e engenheiro Rodolfo Cervini, e inaugurado em 1936. É constituído a partir de um volume central ao que estão adjacentes, dois menores, e a esses, dois ainda menores. A planta de forma triangular e sua estrutura de concreto armado permite uma boa resistência aos ventos que açoitam o maior bloco, além disso, sua construção escalonada permite jardins nos terraços. O edifício possui uma forma semelhante à proa de um navio e, pela orientação do edifício, parece pronto para zarpar no Rio da Prata.
Situado a uma altura de 120 metros, o edifício é caracterizado pela austeridade de suas linhas, a falta de ornamentação externa e seus grandes volumes prismáticos. Foi desenhado a partir do exterior, adaptando instalações excepcionalmente confortáveis ao espaço disponível. A estrutura foi cuidadosamente projetada para ser o mais fina possível, a fim de evitar peso desnecessário e influenciado pelas regulamentações de planejamento da cidade. O design combina elementos do modernismo e do art déco com uma abordagem racionalista e é considerado o ápice do modernismo inicial na Argentina.
Como os apartamentos do novo prédio estavam voltados para a classe média alta, nenhum gasto foi poupado em sua construção para assegurar um resultado da mais alta qualidade. Todos os 105 apartamentos continham os mais recentes avanços tecnológicos, incluindo ar-condicionado central, doze elevadores Otis e encanamento de última geração.  Entre outros detalhes de luxo para a época, o Kavanagh conta com lavanderias, frigorífico para guardar tapetes e peles, central telefônica, piscina e academia. Os andares superiores têm requintados jardins com vista para o rio, parques e a cidade.
Curiosamente, o prédio não possui garagens ou interfones: cada visitante deve ser anunciado na recepção, que avisa por telefone o apartamento correspondente.

## Galeria
| {{{caption}}}                                                                                |
| Casas nos terrenos anexos à Plaza San Martín, hoje ocupados pelo edifício Kavanagh, em 1926. |

| {{{caption}}} |
| Edifício Kavanagh em construção, outubro de 1934, com a cruz branca em razão do Congresso Eucarístico Internacional. |

| {{{caption}}}                                                   |
| Edifício Kavanagh, visto da Plaza San Martín por volta de 1937. |

| {{{caption}}}                |
| Detalhe do topo do edifício. |

| {{{caption}}}                                         |
| Edifício Kavanagh, visto da Plaza San Martín em 2011. |

| {{{caption}}}                                                              |
| A passagem Corina Kavanagh, que separa o edifício homônimo do Hotel Plaza. |